# حبيبي (آي نيد يور لاف)
حبيبي (بالإنجليزية (Habibi (I Need Your Love أي «حبيبي، أحتاج لحبك») أغنية شهيرة من عام 2014 من تأليف وتلحين المغني الأسترالي اللبناني الأصل فايدي (الاسم بالولادة فادي فتروني) والمغني والمؤلف والمنتج الروماني كوستي يونيتا (بالرومانية Costi Ioniță).
ويؤدي الأغنية بطريقة جماعية أربع فنانين من بلدان وجذور مختلفة وهم: المغني الأميركي الجامايكي شاغي، والمغني السويدي الكونغولي موهومبي بالإضافة إلى فايدي الأسترالي اللبناني وكوستي الروماني (بالإنجليزية Shaggy/Mohombi/Faydee/Costi)
كلمات الأغنية قسم منها بالعربية، وقسم آخر بالإنجليزية وقسم ثالث بالإسبانية يؤديه الفنانون الأربعة بالتناوب، الا أن القسم البارز «حبيبي ليه، حبيبي ليه» هو لفايدي.
اشتهرت الأغنية في رومانيا والشرق الأوسط والعالم العربي، وبلاد أوروبا القارية وأوروبا الشرقية وبلاد البلقان وبعض البلدان الأسيوية.
كما أطلقت نسخة بالروسية من أداء المغنية الأوزبكية Shahzoda مع فايدي ودكتور كوستي، ونسخة بالبلغارية من أداء المغنية البلغارية Galena وفايدي. كما أطلقت نسخة ريميكس إسباني بإضافة دون عمر (بالأحرف اللاتينية Don Omar) وفاروكو (Farruko).